# Nespolo
Nespolo és un comune (municipi) de la província de Rieti, a la regió italiana del Laci, situat a uns 50 km al nord-est de Roma i a uns 30 km al sud-est de Rieti. A 1 de gener de 2019 la seva població era de 212 habitants.
Nespolo és una comunitat rural, amb una economia basada originàriament en l'agricultura i els castanyers.
La ciutat s'assenta sobre una carena i s'estén en forma de mig cercle. Els seus orígens es remunten al segle xiv, entre el 1350 i el 1400, quan diverses poblacions disperses de la zona es van unir en un poble, principalment amb una finalitat defensiva.
L'església de la ciutat va ser fundada el 1357 i reformada el 1521.